# Didymocarpus yuenlingensis
Didymocarpus yuenlingensis är en tvåhjärtbladig växtart som beskrevs av Wen Tsai Wang. Didymocarpus yuenlingensis ingår i släktet Didymocarpus och familjen Gesneriaceae. Inga underarter finns listade i Catalogue of Life.